# Hexatoma esmeralda
Hexatoma esmeralda är en tvåvingeart som beskrevs av Alexander 1952. Hexatoma esmeralda ingår i släktet Hexatoma och familjen småharkrankar.
Artens utbredningsområde är Ecuador. Inga underarter finns listade i Catalogue of Life.